# Cook Islands Round Cup 2020
Der Cook Islands Round Cup 2020 war die 50. Spielzeit des höchsten Fußballwettbewerbs der Cookinseln für Männer. Die Saison begann am 14. August 2020 und endete am 21. November 2020.
Titelverteidiger war der Tupapa FC, der auch in diesem Jahr den Titel gewinnen konnte.

## Modus
Am Cook Islands Round Cup nahmen in diesem Jahr sechs Mannschaften teil. Deshalb spielte jede Mannschaft dreimal gegen jede andere Mannschaft. Insgesamt wurden somit 15 Spieltage ausgetragen.

## Tabelle
| Pl. | Verein          | Sp. | S  | U | N  | Tore    | Diff. | Punkte |
| --- | --------------- | --- | -- | - | -- | ------- | ----- | ------ |
| 1.  | Tupapa FC (M)   | 15  | 12 | 2 | 1  | 048:160 | +32   | 38     |
| 2.  | Sokattack Nikao | 15  | 10 | 1 | 4  | 040:180 | +22   | 31     |
| 3.  | Puaikura FC     | 15  | 7  | 2 | 6  | 031:270 | +4    | 23     |
| 4.  | Titikaveka FC   | 15  | 6  | 2 | 7  | 038:350 | +3    | 20     |
| 5.  | Avatiu FC       | 15  | 2  | 4 | 9  | 023:530 | −30   | 10     |
| 6.  | Matavera FC     | 15  | 1  | 3 | 11 | 016:470 | −31   | 06     |

| (M) | amtierender Meister der Saison 2019 |